# Équipe d'Angleterre de rugby à XV au Tournoi des Cinq Nations 1991
L'équipe d'Angleterre a terminé première du Tournoi des cinq nations 1991 en réalisant un Grand Chelem, soit quatre victoires pour quatre matchs disputés. 
15 joueurs ont contribué à ce succès. 

## Première Ligne
- Jason Leonard (4 matchs, 4 comme titulaire)
- Brian Moore (4 matchs, 4 comme titulaire)
- Jeff Probyn (4 matchs, 4 comme titulaire)

## Deuxième Ligne
- Paul Ackford (4 matchs, 4 comme titulaire)
- Wade Dooley (4 matchs, 4 comme titulaire)

## Troisième Ligne
- Dean Richards (4 matchs, 4 comme titulaire)
- Mike Teague (4 matchs, 4 comme titulaire)
- Peter Winterbottom (4 matchs, 4 comme titulaire)

## Demi de mêlée
- Richard Hill (4 matchs, 4 comme titulaire)

## Demi d’ouverture
- Rob Andrew (4 matchs, 4 comme titulaire)

## Trois quart centre
- Will Carling (4 matchs, 4 comme titulaire)
- Jeremy Guscott (4 matchs, 4 comme titulaire)

## Trois quart aile
- Nigel Heslop (4 matchs, 4 comme titulaire)
- Rory Underwood (4 matchs, 4 comme titulaire)

## Arrière
- Simon Hodgkinson (4 matchs, 4 comme titulaire)

## Résultats des matchs
| Équipes    | Équipes    | Score | Score |
| Angleterre | Écosse     | 21    | 12    |
| Irlande    | Angleterre | 7     | 16    |
| Galles     | Angleterre | 6     | 25    |
| Angleterre | France     | 21    | 19    |

## Meilleur réalisateur
- Simon Hodgkinson 60 points

## Meilleur marqueur d'essais
- Mike Teague, Rory Underwood 2 essais